# وسام الاستحقاق الوطني (الجزائر)
مصف الاستحقاق الوطني هو وسام استحقاق جزائري وُضع في حيز التطبيق في 2 جانفي 1984. يعترف بالخدمات الجليلة المقدمة للوطن، خدمة مدنية، جمهور أو عساكر، كذلك خدمات هامة متميزة في الثورة. يهدف أيضا المواطنين الذين ساهموا عن قرب أو بعد في رفع مكانة الوطن وتعزيزه.
يشتمل مصف الاستحقاق الوطني على ثلاث درجات (عشير، جدير، عهيد) وثلاث رتب (أثير، عميد، صدر).

## التاريخ
تم إنشاء مصف الاستحقاق الوطني في 2 يناير 1984 من قبل الرئيس الجزائري الشاذلي بن جديد.

## المستفيدون

### قائمة درجة صدر
- دفعة هواري بومدين في 4 يوليو 1999:[3]
  - أحمد بن بلة
  - هواري بومدين (بعد الوفاة)
  - رابح بيطاط
  - علي كافي
- عبد المجيد تبون 19-12-2019.[4]
- عبد القادر بن صالح 19-12-2019.[5]
- أحمد قايد صالح 19-12-2019.[5]

### قائمة درجة عميد
- عمار بن عودة في 24 اكتوبر 1984.[6]

### قائمة درجة أثير
- الشخصيات الأجنبية:
  - خوان كارلوس الأول ملك إسبانيا بتاريخ 2 اكتوبر 2002.[7]
  - محمد البرادعي المدير المصري للوكالة الدولية للطاقة الذرية بتاريخ 7 جانفي 2007.[8]
  - لاسلو شويوم، رئيس جمهورية المجر، 2 يونيو 2007.[9]
  - محمود عباس، رئيس دولة فلسطين، 22 ديسمبر 2014.[10]
  - محمدو إيسوفو، رئيس جمهورية النيجر، 25 يناير 2015.[11]
  - توماس يايي بوني، رئيس جمهورية البنين، 1 فبراير 2015.[12]
  - قيس سعيد رئيس الجمهورية التونسية السابع بتاريخ 2 فبراير 2020.[13][14]
  - جوزاف عون، رئيس الجمهورية اللبنانية بتاريخ 29 يوليو 2025.[15][16]
- الشخصيات الجزائرية:
  - سليمان عميرات (بعد وفاته) مجاهد، بتاريخ 22 جويلية 1992.[17]
  - نورية بنيدة مراح بتاريخ 3 ديسمبر 2000.[18]
  - محمد عليق بتاريخ 3 ديسمبر 2000.[18]
  - بوعلام بسايح، سياسي، بتاريخ 16 أبريل 2017.[19]

### قائمة رتبة عهيد
- الشخصيات الجزائرية:
  - سياف علي سعيدي بتاريخ 3 ديسمبر 2000.[20]
  - إيمان خليف  21 اوت 2024
  - كيليا نمور  21 اوت 2024
- الشخصيات الأجنبية:
  - جاك روج، رئيس اللجنة الأولمبية الدولية، 22 يوليو 2007.[21]

### قائمة رتبة جدير
- الشخصيات الجزائرية:
  - محمد علالو بتاريخ 3 ديسمبر 2000.[22]
  - عبد الرحمان حماد بتاريخ 3 ديسمبر 2000.[22]
  - سعيد قرني بتاريخ 3 ديسمبر 2000.[22]
  - عيسى جبير بتاريخ 3 ديسمبر 2000.[22]
  - حنفي بن عيسى 24 ماي 2017. (بعد الوفاة)
  - جمال سجاتي 21 اوت 2024

### قائمة رتبة عشير
- الشخصيات الجزائرية:
  - عبد الرحمن حاج صالح، عالم لسانيات، بتاريخ 16 أبريل 2017.[19]
  - أبو العيد دودو، أديب ومترجم، بتاريخ 16 أبريل 2017.
  - نبهاني كريبع، مفكر، بتاريخ 16 أبريل 2017.
  - الشيخ بوعمران، مفكر، بتاريخ 16 أبريل 2017.
  - مولود معمري، باحث وأنثروبولوجي، بتاريخ 16 أبريل 2017.
  - شعبان أوحيون، كاتب، بتاريخ 16 أبريل 2017.
  - جمال عمراني، شاعر، بتاريخ 16 أبريل 2017.
  - يمينة مشاكرة، روائية وباحثة، بتاريخ 16 أبريل 2017.
  - باية محي الدين (فاطمة حداد)، فنانة تشكيلية، بتاريخ 16 أبريل 2017.
  - إبراهيم بلجرب، باحث في التراث، بتاريخ 16 أبريل 2017.
  - عمر آيت زاي (الزاهي)، فنان الشعبي، بتاريخ 16 أبريل 2017.
  - تيسير عقلة، موسيقار، بتاريخ 16 أبريل 2017.
  - أحمد بن بوزيد (الشيخ عطا الله)، فنان، بتاريخ 16 أبريل 2017.
  - الحاج رحيم، مخرج، بتاريخ 16 أبريل 2017.
  - محمد سليم رياض، مخرج، بتاريخ 16 أبريل 2017.
  - الشيخ سعيد كعباش، مفسر قرآن، بتاريخ 16 أبريل 2017.
  - عبد المجيد مسكود، فنان، بتاريخ 16 أبريل 2017.
  - حسنة البشارية، فنانة، بتاريخ 16 أبريل 2017.
  - أكلي يحياتن، فنان، بتاريخ 16 أبريل 2017.
  - محمد العماري، فنان، بتاريخ 16 أبريل 2017.
  - بلاوي الهواري، فنان، بتاريخ 16 أبريل 2017.
  - فاضلي نوبلي، موسيقار، بتاريخ 16 أبريل 2017.
  - لونيس آيت منقلات، شاعر وفنان، بتاريخ 16 أبريل 2017.
  - منير  بوشناقي، عالم الآثار، بتاريخ 16 أبريل 2017.
  - جوهر أمحيس أوكسل، كاتبة، بتاريخ 16 أبريل 2017.
  - عربي دحو، شاعر وكاتب، بتاريخ 16 أبريل 2017.
  - محمد  الصالح الصديق، كاتب، بتاريخ 16 أبريل 2017.
  - شكري مسلي، فنان تشكيلي، بتاريخ 16 أبريل 2017.
  - ناصر الدين سعيدوني، مؤرخ، بتاريخ 16 أبريل 2017.
  - محمد أبو القاسم خمار، شاعر، بتاريخ 16 أبريل 2017.
  - توفيق حكار، المدير العام لمجمع سوناطراك، بتاريخ 4 ديسمبر 2021.
  - فطوم أقاسم، المديرة العامة لمجمع صيدال، بتاريخ 4 ديسمبر 2021.
  - لخضر رخروخ، المدير العام لمجمع كوسيدار، بتاريخ 4 ديسمبر 2021.
  - كمال مولى، المدير العام لمجمع فينوس، بتاريخ 4 ديسمبر 2021.
  - عمور حابس، المدير العام لشركة فادركو، بتاريخ 4 ديسمبر 2021.
  - عمار حمودي، المدير العام لشركة بيمو، بتاريخ 4 ديسمبر 2021.
  - حاج بورورقة، ياسر أمير غزلي، رمزي مصباح، مؤسسي شركات ناشئة، بتاريخ 4 ديسمبر 2021.
  - بلقاسم حبة، باحث ومخترع في مجال الالكترونيات، بتاريخ 4 ديسمبر 2021.

مدات فرحات ، من المشاركين في بعثة البحث و الانقاذ على اثر زلزال تركيا و سوريا ، سنة 2023 
- الشخصيات الأجنبية:
  - روجر حنين ممثل فرنسي بتاريخ 3 ديسمبر 2000.[23]